# Twin-scroll

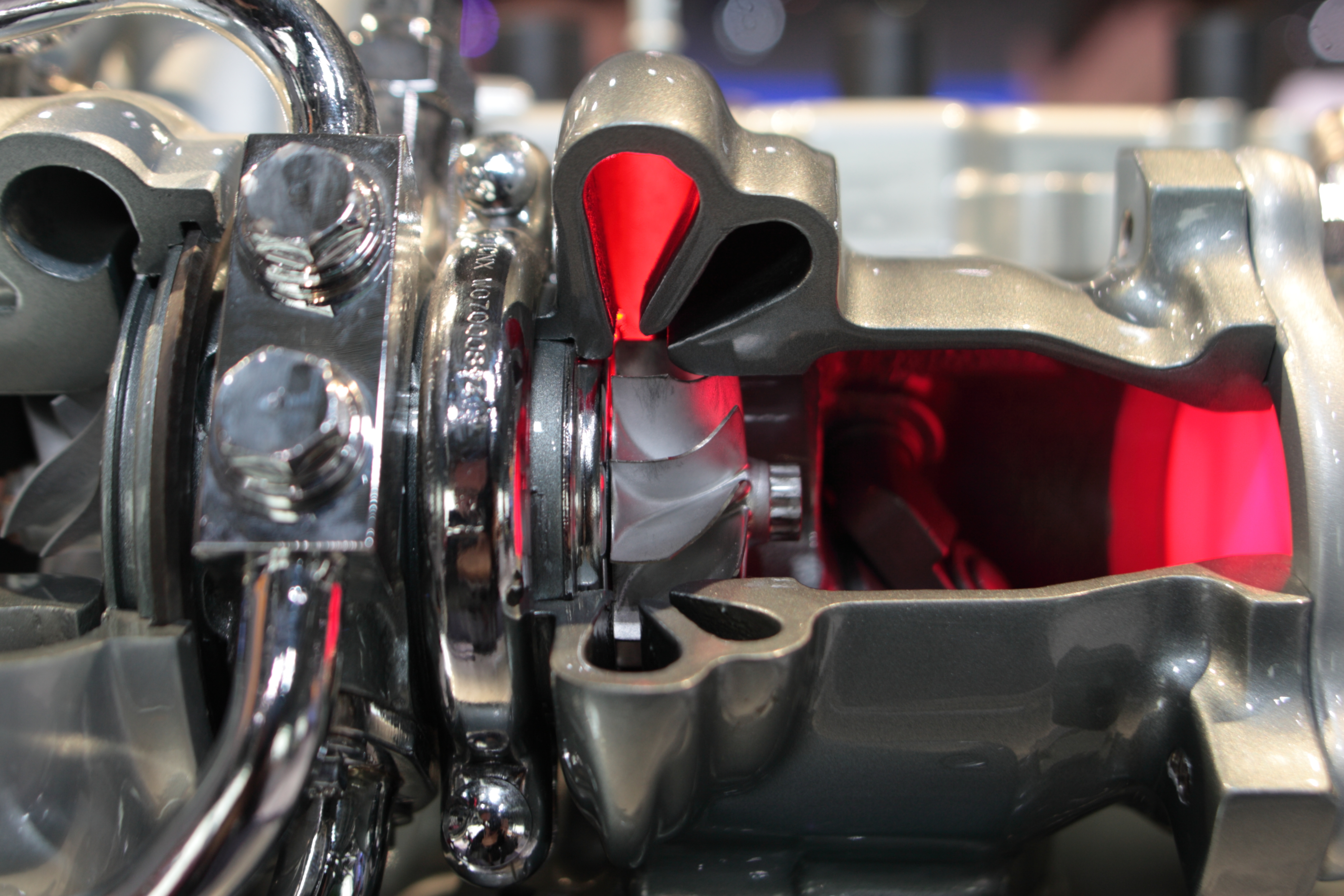
Mitsubishi twin-scroll turbo

Turbocompresor de doble entrada o twin scroll: El turbocompresor de doble entrada es mejor para aprovechar mejor la presión de los gases de escape para impulsar la turbina.
El turbocompresor de doble entrada, consigue separar al cilindro al que suministra la presión en el momento determinado (el que está en escape) del que puede provocar una re-aspiración del gas de escape y, con ello, una reducción de la presión (el que está en la carrera de admisión).
En el caso de un motor de cuatro cilindros, el colector de escape tiene salidas separadas para los cilindros 1 y 4, por una parte, y para los cilindros 2 y 3 por otra. De esta manera, no ocurre nunca que las válvulas de escape de dos cilindros que comparten el canal en el colector de escape están abiertas simultáneamente. Cuando uno de los cilindros hace la carrera de escape, su pareja hace la de compresión.
El turbocompresor de doble entrada sólo es necesario cuando puede haber una re-aspiración de los gases de escape, como ocurre generalmente en motores de gasolina.